# Matt Sharp

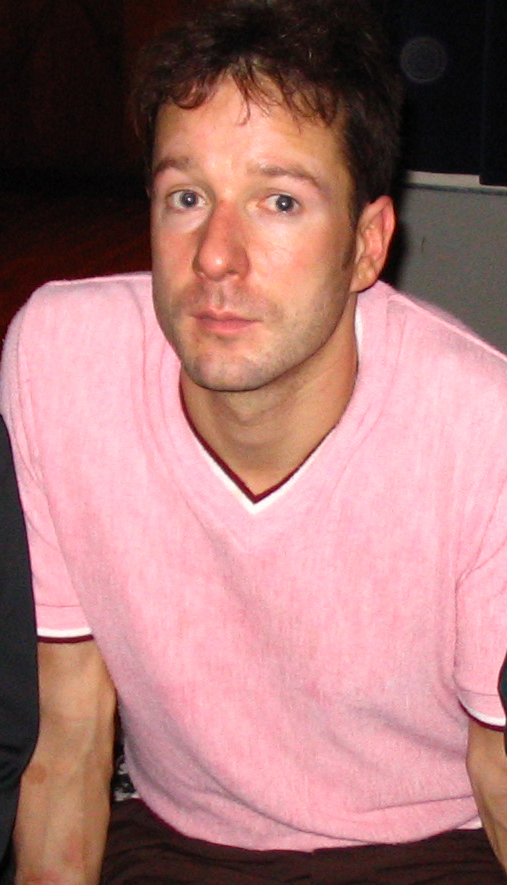
Matt Sharp (2004)

Matthew Kelly „Matt“ Sharp (* 22. September 1969 in Bangkok, Thailand) ist ein amerikanischer Musiker, der vor allem als Gründungsmitglied der Rockbands Weezer und The Rentals bekannt wurde.

## Biografie
Matt Sharp wurde 1969 als Sohn US-amerikanischer Eltern in Bangkok geboren. Er wuchs ab seinem ersten Lebensjahr in Arlington, Virginia auf. Als Jugendlicher war er Fan von Hardcore-Bands wie Suicidal Tendencies oder D.R.I.; mit 16 zog er nach Kalifornien.
1989 lernte er Rivers Cuomo, Jason Cropper und Patrick Wilson kennen, mit denen er zeitweise auch in einer Wohngemeinschaft lebte. Anfang 1992 gründeten sie die Band Weezer, die Elemente aus klassischem Metal (Kiss) und Pop (Beach Boys) vereinte. Sharp war der Bassist der Gruppe, der auch als Chorussänger und Songschreiber an den ersten beiden Weezer-Alben Weezer und Pinkerton beteiligt war. Songs der Gruppe wie Buddy Holly oder Say It Ain’t So wurden weltweite Hits.
Im Jahr 1995 gründete Sharp die Band The Rentals, mit der er noch im Jahr der Bandgründung das Album Return of the Rentals veröffentlichte. 1997 trennte sich Sharp von Weezer, um sich ganz auf seine neue Gruppe konzentrieren zu können. Sharp spielte 1998 den Soundtrack für den Film Meet the Deedles mit ein. Nach dem zweiten Rentals Album Seven More Minutes und einigen Touren setzte sich die Band 1999 erstmal in den Ruhestand.
2002 klagte Sharp gegen seine ehemaligen Bandkollegen. Er warf ihnen vor, ihm Tantiemen für den Song Undone – The Sweater Song sowie zahlreiche Stücke vom Album Pinkerton, die unter seiner Beteiligung entstanden waren, vorenthalten zu haben. Man konnte sich außergerichtlich einigen.
Sharp lebte danach in Tennessee und begann mit der Arbeit an eigenen Songs. 2003 veröffentlichte er die EP Puckett’s Versus the Country Boy und 2004 das Album Matt Sharp. Zudem kooperierte er mit den Bands Tegan and Sara und Goldenboy. 2004 standen Sharp und Cuomo erstmals wieder für einen gemeinsamen Auftritt in der California State University auf einer Bühne.
Ab 2007 veröffentlichten die Rentals, in veränderter Besetzung, aber nun wieder mit Sharp, mit der EP The Last Little Life EP neue Songs. Im Jahr 2014 erschien das dritte Rentals-Album Lost in Alphaville, 2020 folgte das Album Q36.

## Diskografie

### Weezer
- Weezer (1994)
- Pinkerton (1996)

### The Rentals
- Return of the Rentals (1995)
- Seven More Minutes (1999)
- Lost in Alphaville (2014)
- Q36 (2020)

### Solo
- Puckett’s Versus the Country Boy (EP, 2003)
- Matt Sharp (2004)